# 唐纳德·霍古德
唐纳德·霍古德（英語：Donald Hawgood，1917年3月20日—2010年7月8日），加拿大男子皮划艇运动员。他曾代表加拿大参加1952年夏季奥林匹克运动会皮划艇比赛，获得男子双人划艇10000米银牌。